# Пећина Церемошња
Пећина Церемошња (Јованова пећина) је пећина код истименог села у сјеверном дијелу Хомољских планина, јужно од Кучева у источној Србији. Гравитира према средњем Пеку (Звижду) и веома је богата пећинским украсима. Дугачка је 775.5 м и обухвата површину од 4 574 м². Уређена је за разгледање у периоду од 19.02. 1978. до 04.07. 1980. године, када је отворена за јавност и дужина уређене стазе износи 431 м.

## Положај пећине и околина
Пећина Церемошња налази се у најзабитијем дијелу Хомоља. Од истоименог села удаљена је сат и по хода, а од Кучева 18 km. Издубљена је у кречњацима Магарчеве ђуле (658 м), највишег врха у западном дијелу Хомољских планина. Понорско гротло пећине налази се на заврштеку слијепе долине Стругарског потока, десне притоке ријеке Сиге. Врелски отвор пећине се налази у малом изворишном облуку, у којем понорница Стругарски поток поново избија на површину.
Пећина Церемошња је изграђена у доњекредним кречњацима, који се у западном дијелу Хомољских планина пружају у виду уске зоне. На Фику и Магарчевој ђули кретацејски кречњаци су масивни и банковити, а на странама се јављају и слојевити. Јако су убрани, испресјецани пукотинама и скаршћени све до подине коју чине палеозојски шкриљци, микашисти и филити. Кречњачки појас је са три стране окружен андезитима, а из Плавчевског басена на њега налијежу неогенски седименти. У површинском крашком рељефу истичу се бројне вртаче и скаршћене долине. Највећа и наијтересантнија од ових долина је долина Стругарског потока.

## Постанак и значај пећине
Постанак пећинског система Церемошње везује се за отицање неогенског језера из Плавчевског басена, односно за терасу, висине 420 до 440 м. На тој висини почиње скаршћавање долине Стругарског потока, који постаје понорница користећи контактне пукотине између кречњака и андезита. У горњем дијелу пећине Церемошње, због присуства андезита у подини, који се лакше разара и огољава, створене су веће просторије и високе дворане. У доњем дијелу система, у Врелској пећини се премјешта подземни ток у дубину и ствара се неколико спратова. Ерозију подземног тока у Церемошњи прати и процес обурвавања, а у каснијој фази и излучивање хемијских талога.

## Изглед и особине пећине
Церемошња се састоји из три дијела: Церемошње, Врелске пећине и неиспитаног средњег дијела. Дужина испитаних канала Церемошње износи 362 м, а Врелске пећине 280 м. Укупна дужина свих дијелова креће се око 2,5 km.
Понорски дио Церемошње састоји се из улазног канала и простране сложене дворане. Има два улазна отвора, нижи и виши. Оба отвора су усјечена у вертикалној литици, а састају се свега десетак метара од улаза. Доњи улаз служи као активан понор и на њега се наставља ријечно корито подземног тока. Улазни канал Церемошње има једноставан профил. На дужини од око 50 м ширина му не прелази 5 м, а висина варира од 2,5 до 3,5 м. Дно му је покривено шљунком и пјеском, а у зидовима се виде отвори слијепих, кратких канала. У основи има правац сјевероисток - југозапад, а у завршном дијелу благо се повија према сјеверу. Пад корита је знатан, а таваницу пресјецају бројне пукотине.

## Спелеолошке карактеристике
У морфоспелеолошком погледу, у пећини Церемошња истичу се пет природних цјелина:
1. Улазни канал
2. Арена
3. Понорска дворана
4. Андезитска дворана
5. Јужни канал

Улазни канал дугачак је 87 М и обухвата дио од улаза у пећину до дворане ”Арена”. Улазни канал је сиромашан накитом.
Арена је највећа дворана у Церемошњи, која оправдава наду да се у крашком подземљу крије више таквих дворана. По богатству и квалитету накита, ова дворана може да стане у ред највећих и најраскошнијих дворана у красу Србије. Арена је неправилног кружног облика, амфитеатралног облика. Пречник Арене се креће од 40-50 м, а висина 20-24 м. Захвата површину од 1.293 м². Најмонументалнија композиција налази се у једном проширењу на галерији Арене. То је врло динамичан стуб, на којем се разликују двије људске фигуре: строга, средњовијековног витеза, који директно гледа у посјетиоце и повијена, српског војника-извиђача, из Првог свјетског рата, лијево од витеза који витеза који будно осматра. Ова вајарска композиција добила је назив "На вјечној стражи", јер симболизује судбину и континуитет борбе за слободу и страдања народа на овом простору. Пећински стуб је висок 7 м и он је амблем пећине Церемошње.
На супротном крају Арене, поред повратне стазе бљешти Лијепа Влајна - лепршави, раскошни пеђински стуб, изграђен од кристалног, искричавог калцита. Састоји се од бијелог, разиграног, пјенушавог сталагмита, високом 3 м. Поред Лијепе Влајне истичу се стубови "Младожења" и "Другови".
Кроз пећину протиче Стругарски поток, периодски, јер су се отворили понорчићи узводно од улаза у пећину, који гутају мале воде, док веће воде улазе у пећину и пониру у непроходним, проширеним пукотинама. Дужина Стругарског потока износи 2,407 м, а површина слива 1,111 м².
У Понорску дворану улази се из Арене кроз отвор у високом преградном драперијском зиду. Отвор је назван ”Двери”, јер веома подсјећа на олтарске двери. Понорска дворана је добила име по лијевкастом понору који се у њој налази. Дворана је дугачка 36 м, а широка 18 м. У мноштву накита, као раритет издваја се ”Распукласфера” – огромна полулопта од тракастог бигра, различито обојеног, испуцала и са одвојеним сферним комадима. Полупречник ове лопте креће се од 3,5 до 4 м.
Андезитска дворана - у њу се улази из Арене широким ходником. Име је добила по Андезиту, вулканској еруптивној стијени, која је у основи читаве дворане. Дворана је елиптичног облика, дугачка 60 м а широка 15-20 м. У Андезитској дворани се налази неколико атрактивних група накита, при чему се издвајају ’’Крајпуташи’’- група необичних сталагмита. Посебно је привлачан снијежно бијели таванични накит.  Укупна дужина система Андезитске дворане је 76 м.
Јужни канал је посљедњи дио пећине Церемошње. Канал почиње на мјесту код Лијепе Влајне у Арени, сиромашан је накитом али постоји извјестан број интересантних облика. Јужни канал је дугачак 107,7 м, а са кратким слијепим каналима 172 м. На јужни канал се настављају два дугачка, нешто ужа источна канала. На крају првог од ова два канала је и излазни отвор из пећине.

## Климатске карактеристике
С обзиром да је пећина Церемошња пећина понорског типа и да је отворена, она трпи спољашње утицаје. У зимском периоду температура износи 6° а релативна влажност ваздуха 78%, а у љетњем периоду 72% влажности. У Церемошњи нема струјања ваздуха.

## Статус заштите
Завод за заштиту природе Србије је 2007. године пећину Церемошња ставио под заштиту као Споменик природе, односно заштићено природно добро.

## Галерија
- Улаз у пећину
- Церемошња
- Унутрашњост пећине
- Унутрашњост пећине
- Унутрашњост пећине
- Унутрашњост пећине
- Унутрашњост пећине
- Унутрашњост пећине
- Унутрашњост пећине
- Унутрашњост пећине
- Унутрашњост пећине
- Унутрашњост пећине
- Излаз из пећине